# 350 (szám)
A 350 (római számmal: CCCL) egy természetes szám.

## A szám a matematikában
A tízes számrendszerbeli 350-es a kettes számrendszerben 101011110, a nyolcas számrendszerben 536, a tizenhatos számrendszerben 15E alakban írható fel.
A 350 páros szám, összetett szám. Primitív áltökéletes szám. Kanonikus alakban a 21 · 52 · 71 szorzattal, normálalakban a 3,5 · 102 szorzattal írható fel. Tizenkettő osztója van a természetes számok halmazán, ezek növekvő sorrendben: 1, 2, 5, 7, 10, 14, 25, 35, 50, 70, 175 és 350.
A 350 négyzete 122 500, köbe 42 875 000, négyzetgyöke 18,70829, köbgyöke 7,04730, reciproka 0,0028571. A 350 egység sugarú kör kerülete 2199,11486 egység, területe 384 845,10006 területegység; a 350 egység sugarú gömb térfogata 179 594 380,0 térfogategység.